# Gaetano Scirea
Gaetano Scirea (sinh ngày 25 tháng 5 năm 1953 - mất ngày 3 tháng 9 năm 1989) là một cầu thủ bóng đá Ý. Ông được xem là một trong những hậu vệ vĩ đại nhất mọi thời đại. Ông là một trong những nhà vô địch World Cup 1982.
Gaetano Scirea sinh ngày 25 tháng 5 năm 1953 tại Cernusco sul Naviglio, một đô thị nhỏ gần thành phố Milan. Tuy nhiên, ông lại bắt đầu sự nghiệp tại Atalanta. Ông đã ra sân lần đầu tiên trong trận gặp Cagliari vào ngày 24 tháng 9 năm 1972. Ông đã chuyển tới Juventus F.C. vào mùa giải 1974 - 1975 và đeo áo số 6, nơi ông đã có 552 lần xuất trận (lần đầu năm 1975 và lần cuối cùng vào năm 1986), hai cúp Coppa Italia (1979 và 1983), một cúp C1 (1985) và một cúp cúp bóng đá liên lục địa (1985).
Gaetano Scirea qua đời ở tuổi 36 trong một tai nạn bất đắc kỳ tử không lâu sau khi giải nghệ.